# Stephen Benton Elkins

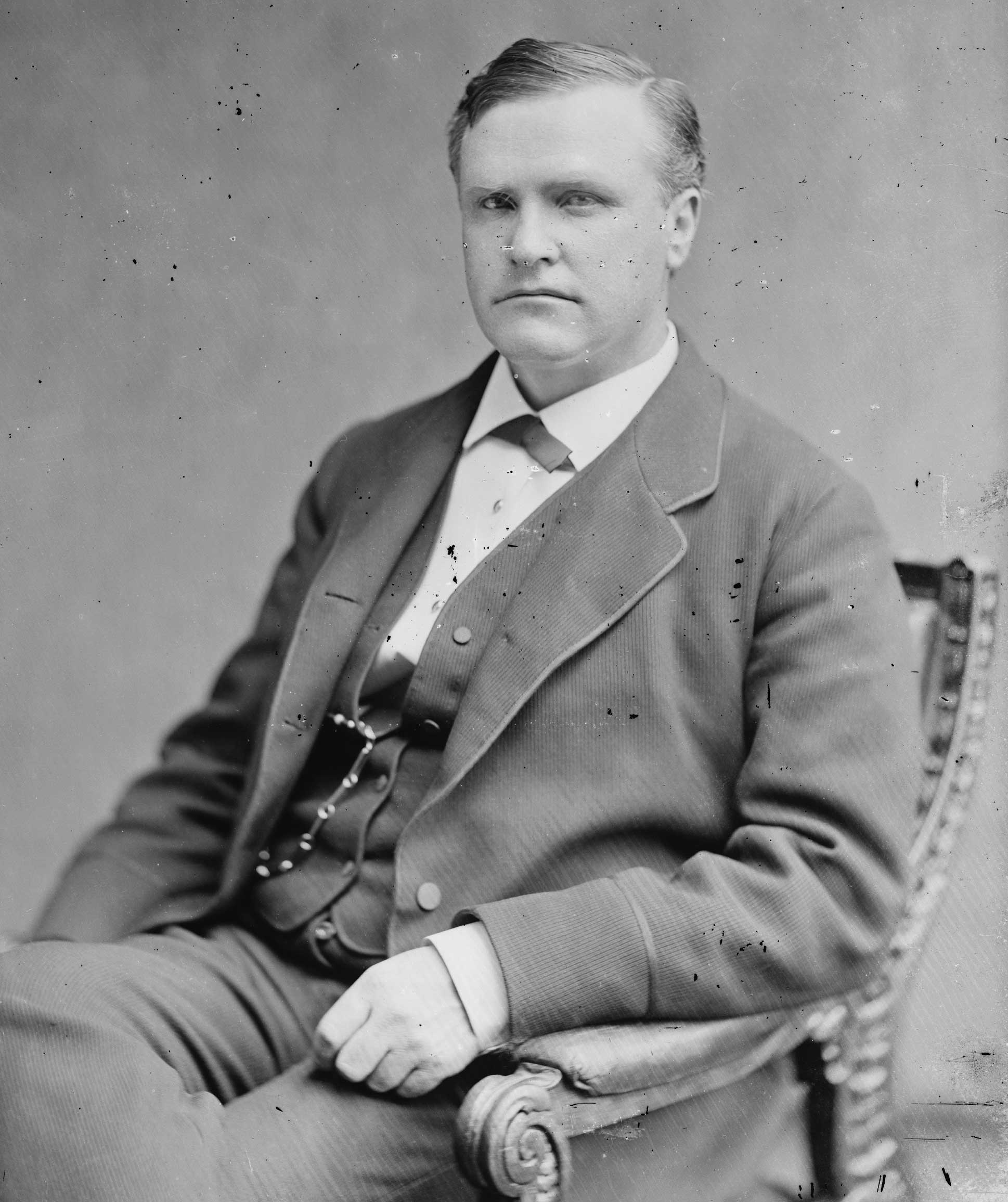
Stephen Benton Elkins

Stephen Benton Elkins, född 26 september 1841 i Perry County, Ohio, död 4 januari 1911 i Washington, D.C., var en amerikansk republikansk politiker. Han var USA:s krigsminister 1891-1893. Han representerade delstaten West Virginia i USA:s senat från 4 mars 1895 fram till sin död.
Elkins avlade 1860 juristexamen vid University of Missouri. Han tjänstgjorde i nordstatsarmén i amerikanska inbördeskriget, medan fadern och brodern tjänstgjorde i sydstatsarmén.
Elkins flyttade till New Mexico-territoriet och arbetade 1866-1867 som distriktsåklagare och 1867 som territoriets justitieminister. Han representerade New Mexico-territoriet i USA:s kongress 1873-1877 som en icke röstberättigad delegat. Han gifte sig 1875 med Hallie Davis.
Han flyttade 1890 till West Virginia och var med om att grunda staden Elkins. Staden fick sitt namn efter honom.
USA:s krigsminister Redfield Proctor avgick 1891 för att tillträda som ledamot av USA:s senat. President Benjamin Harrison utnämnde därefter Elkins till krigsminister. Elkins efterträddes 1893 som krigsminister av Daniel S. Lamont.
Elkins efterträdde 1895 Johnson N. Camden som senator för West Virginia. Han avled 1911 i ämbetet. Sonen Davis Elkins blev utnämnd till hans efterträdare i senaten.
Elkins grav finns på Maplewood Cemetery i Elkins, West Virginia.